# ريتشارد هاجمان
ريتشارد هاجمان (بالإنجليزية: Richard Hageman)‏ (و. 1881 – 1966 م) هو موزع (موسيقى)، وعازف بيانو، ومؤلفو موسيقى تصويرية، وممثل أفلام أمريكي، ولد في ليوواردن، يستخدم آلات بيانو، بدأ مشواره المهني سنة 1899، توفي في بيفرلي هيلز كاليفورنيا، عن عمر يناهز 85 عاماً.

## التعليم
تعلم في كونسرفاتوار بروكسل الملكي، وتعلم في كونسرفاتوار أمستردام
.

## جوائز وترشيحات
حصل على جوائز منها:

جائزة الأوسكار لأفضل موسيقى أصلية أو مقتبسة أو معالجة ‏، عن عمل: عربة الجياد
ترشح لـ:
- جائزة الأوسكار لأفضل موسيقى تصويرية، عن عمل: لو كنت ملك (فيلم 1938)
- جائزة الأوسكار لأفضل موسيقى تصويرية، عن عمل: بيت الرحلة الطويلة
- جائزة الأوسكار لأفضل موسيقى تصويرية دراماتيكية أصلية ‏، عن عمل: This Woman Is Mine [الإنجليزية]‏
- جائزة الأوسكار لأفضل موسيقى تصويرية، عن عمل: The Howards of Virginia [الإنجليزية]‏
- جائزة الأوسكار لأفضل موسيقى أصلية أو مقتبسة أو معالجة  [لغات أخرى]‏، عن عمل: عربة الجياد
- جائزة الأوسكار لأفضل موسيقى تصويرية دراماتيكية أو كوميدية أصلية ‏، عن عمل: The Shanghai Gesture [الإنجليزية]‏.

## وصلات خارجية
- ريتشارد هاجمان على موقع IMDb (الإنجليزية)
- ريتشارد هاجمان على موقع ميوزك برينز (الإنجليزية)
- ريتشارد هاجمان على موقع تيرنر كلاسيك موفيز (الإنجليزية)
- ريتشارد هاجمان على موقع أول موفي (الإنجليزية)
- ريتشارد هاجمان على موقع أول ميوزيك (الإنجليزية)
- ريتشارد هاجمان على موقع ديسكوغز (الإنجليزية)
- ريتشارد هاجمان على موقع قاعدة بيانات الفيلم (الإنجليزية)